# Xylotrechus clarinus
Xylotrechus clarinus är en skalbaggsart som beskrevs av Bates 1884. Xylotrechus clarinus ingår i släktet Xylotrechus och familjen långhorningar. Inga underarter finns listade i Catalogue of Life.